# Dinotrema kaszabi
Dinotrema kaszabi är en stekelart som beskrevs av Papp 1999. Dinotrema kaszabi ingår i släktet Dinotrema och familjen bracksteklar. Inga underarter finns listade i Catalogue of Life.